# Campo de Villavidel
Campo de Villavidel is een gemeente in de Spaanse provincie León in de regio Castilië en León met een oppervlakte van 13,97 km². Campo de Villavidel telt 208 inwoners (1 januari 2016).

## Demografische ontwikkeling
Bron: INE, 1857-2011: volkstellingen
Opm.: Tot 1857 behoorde Campo de Villavidel tot de gemeente Fresno de la Vega